# Сан-Жуан-да-Лагоа
Сан-Жуан-да-Лагоа (порт. São João da Lagoa) — муниципалитет в Бразилии, входит в штат Минас-Жерайс. Составная часть мезорегиона Север штата Минас-Жерайс. Входит в экономико-статистический микрорегион Монтис-Кларус. Население составляет 4659 человек на 2010 год. Занимает площадь 989,854 км². Плотность населения — 4,7 чел./км².

## История
Город основан 21 декабря 1995 года.

## География
Муниципалитет Сан-Жуан-да-Лагоа находится на высоте 835 метров. Он находится на реке Сан-Франсиску вместе с муниципалитетом Монтис-Кларус. Он связан государственным шоссе с муниципалитетом Корасан-ди-Жезус. Этот муниципалитет принадлежит статическому микрорегиону Монтис-Кларус. Соседние муниципалитеты — Корасан-ди-Жезус, Клару-дус-Посойнс, Ибиан, Лагоа-дус-Патус.

## Экономика
Главной экономической деятельностью муниципалитета является животноводство, торговля, натуральное домашнее хозяйство. ВВП в 2005 году был в размере 14 576 000 долларов. С 2007 года в муниципалитете нет банковских учреждений. В муниципалитете существует 818 учреждений с 1500 рабочими. В Сан-Жуан-да-Лагоа в 2006 году было 28 000 голов скота. Основными сельскохозяйственными видами произрастающими здесь являются фасоль, сахарный тростник, маниока, кукуруза.
- Валовой внутренний продукт на 2003 год составляет 11 361 910,00 реалов (данные: Бразильский институт географии и статистики).
- Валовой внутренний продукт на душу населения на 2003 год составляет 2498,77 реалов (данные: Бразильский институт географии и статистики).
- Индекс развития человеческого потенциала на 2000 год составляет 0,673 (данные: Программа развития ООН).

## Здравоохранение и образование
В муниципалитете существует 2 поликлиники и ни одной больницы. В сфере образования 3 начальных школы и одна средняя.